# Lista orașelor din Taiwan
Aceasta este lista orașelor din Taiwan:
| Oraș               | Formă de relief | Localizare(N, S, E sau V) | Funcție                        | Locație(Insulă)   | Imagine |
| ------------------ | --------------- | ------------------------- | ------------------------------ | ----------------- | ------- |
| Taipei             | Câmpie          | Nord                      | Capitală, Metropolă, Municipiu | Insula principală |         |
| Keelung City       | Câmpie          | Nord                      | Municipiu                      | Insula principală |         |
| Guanyin Township   | Câmpie          | Nord                      | Municipiu                      | Insula principală |         |
| Toucheng Township  | Câmpie          | Nord                      | Oraș                           | Insula principală |         |
| Taoyuan City       | Deal            | Nord                      | Municipiu                      | Insula principală |         |
| Jungli City        | Câmpie          | Nord                      | Municipiu                      | Insula principală |         |
| Yilan City         | Deal            | Nord                      | Municipiu                      | Insula principală |         |
| Luodung Township   | Deal            | Nord                      | Oraș                           | Insula principală |         |
| Dashi Township     | Deal            | Nord                      | Oraș                           | Insula principală |         |
| Hsinchu City       | Câmpie          | Nord                      | Municipiu                      | Insula principală |         |
| Judung Township    | Câmpie          | Nord                      | Oraș                           | Insula principală |         |
| Hualian City       | Câmpie          | Est                       | Municipiu                      | Insula principală |         |
| Fenglin Township   | Câmpie          | Est                       | Oraș                           | Insula principală |         |
| Yuli Township      | Câmpie          | Est                       | Oraș                           | Insula principală |         |
| Taitung City       | Câmpie          | Sud                       | Municipiu                      | Insula principală |         |
| Hengchuen Township | Câmpie          | Sud                       | Oraș                           | Insula principală |         |
| Chaujou Township   | Deal            | Sud                       | Oraș                           | Insula principală |         |
| Kaohsiung City     | Câmpie          | Sud                       | Municipiu                      | Insula principală |         |
| Meinung Township   | Deal            | Sud                       | Oraș                           | Insula principală |         |
| Gangshan Township  | Câmpie          | Sud                       | Oraș                           | Insula principală |         |
| Puli Township      | Munte           | Centru                    | Oraș                           | Insula principală |         |
| Anping District    | Câmpie          | Vest                      | Oraș                           | Insula principală |         |
| Yungkang City      | Câmpie          | Vest                      | Municipiu                      | Insula principală |         |
| Jiali Township     | Câmpie          | Vest                      | Oraș                           | Insula principală |         |
| Shinying City      | Câmpie          | Vest                      | Municipiu                      | Insula principală |         |
| Chiai City         | Câmpie          | Vest                      | Municipiu                      | Insula principală |         |
| Yunlin City        | Câmpie          | Vest                      | Oraș                           | Insula principală |         |
| Douliou Township   | Câmpie          | Vest                      | Municipiu                      | Insula principală |         |
| Erlin Township     | Câmpie          | Vest                      | Oraș                           | Insula principală |         |
| Nantou City        | Câmpie          | Vest                      | Municipiu                      | Insula principală |         |
| Changhua City      | Câmpie          | Vest                      | Municipiu                      | Insula principală |         |
| Taichung City      | Câmpie          | Vest                      | Municipiu                      | Insula principală |         |
| Yuanli Township    | Câmpie          | Vest                      | Oraș                           | Insula principală |         |
| Miaoli City        | Câmpie          | Vest                      | Municipiu                      | Insula principală |         |